# Carolus van Houcke
Carolus van Houcke (Ieper, 1593 - 15 oktober 1650) of Van den Houcke was een Zuid-Nederlands jezuïet en vertaler van godsdienstige werken.

## Levensloop
Van Houcke trad in 1612 of 1613 in bij de jezuïeten. Gedurende vijftien jaar werd hij ingezet als leraar in jezuïetencolleges. Vervolgens werd hij een gewaardeerd predikant op het Vlaamse platteland.
Als schrijver werd hij vooral bekend door zijn vertalingen in het Nederlands van religieus geïnspireerde werken, verschenen in het Spaans of Frans.

## Publicaties
- Tractaet van de  Tribulatie seer profytelyck ter Saligheyt, Antwerpen, Hendrik Aertssens, 1635. Een vertaling uit het Spaans van een werk van de jezuïet Petrus de Ribaneyra.
- De Heilige Nederlandsche Susanna ofte het leven van de H. princesse Genoveva, huysvrouwe van den Doorluchtigen paladijn Sifridus, Ieper, Delobel, 1645. Een vertaling uit het Frans van het boek door de jezuïet René de Ceriziers. Het is met dit boek en zijn vertaling dat de volksverering van de heilige Genoveva van Brabant aanzienlijk toenam. Het boek kende zeven herdrukken, het laatst in 1783.
- Van het boek Rançon spirituelle pour les âmes du Purgatoire, "vertaald van het Frans in het 'Belgisch'", werd de tekst door Van Houcke drukklaar gemaakt, maar niet gepubliceerd.
- Van het boek Traité des fondateurs d'ordre religieux door pater Stephanus Binet, werd eveneens een Nederlandse vertaling gemaakt door Van Houcke, maar evenmin gedrukt.